# Wegen van het hart

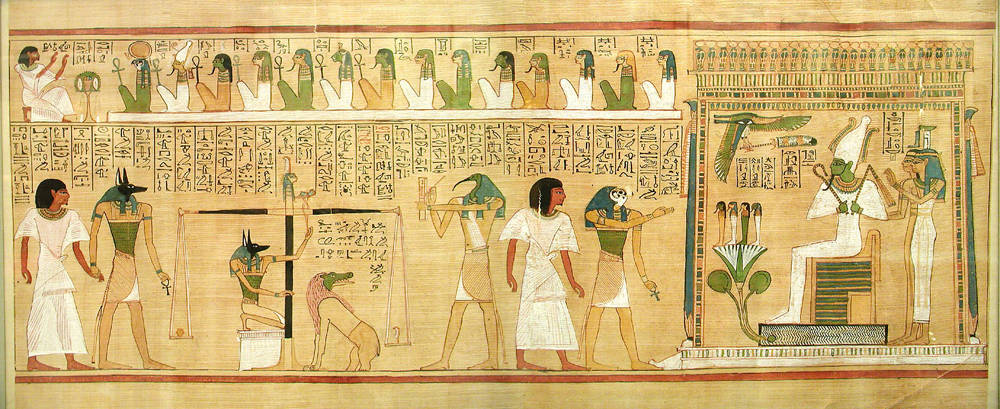
Fragment uit de papyrus van Hunefer met een voorstelling van het wegen van het hart

Het wegen van het hart was in de Egyptische mythologie de benaming voor de ceremonie waarvan werd gedacht dat een overledene die direct na zijn overlijden moest afleggen in de Hal van de Twee Waarheden.
In het midden van de hal stond een grote weegschaal. Aan de ene kant van de weegschaal lag de Veer van de Waarheid. Aan de andere kant moest de dode zijn hart neerleggen. Anubis, de God van de doden, zat bij de weegschaal.
Thoth, de god van de wijsheid, schreef de uitkomst van de test op en Osiris, de god van de onderwereld, de vruchtbaarheid en de wederopstanding overzag het geheel.
Als het hart even zwaar was als de veer, mocht de dode door naar de poorten van Yaru, het hiernamaals. Als het hart zwaarder was, sloeg de weegschaal door en kon het monster Ammit bij het hart en zij at het op. Een ander monster at het huis van de ziel op en de ziel alleen moest eeuwig over de aarde zwerven.